# Leónidas de Alejandría (poeta)
Leónidas de Alejandría (Λεωνίδας ο Αλεξανδρεύς) fue un astrónomo, matemático y poeta griego del siglo I que se estableció en Roma, donde daba lecciones de gramática y donde obtuvo la protección de Nerón y Claudio. Entre su obra destaca una colección de Epigrama, con la particularidad de que todos sus pareados tienen el mismo número de letras.